# Aizuchi
Aizuchi (相槌) est un terme japonais signifiant l'utilisation fréquente, au cours d'une conversation, d'interjections indiquant au locuteur que son interlocuteur l'écoute.

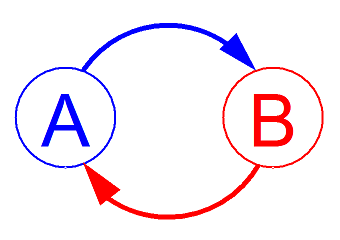
Schéma simplifié d'un feedback constructif lors d'une conversation durant laquelle confirme au sa du.

Le japonais est une langue dans laquelle on marque souvent des pauses, notamment après les particules, et où le contexte joue un rôle déterminant puisque le sujet de la phrase peut être omis. C'est pourquoi les aizuchi sont si importants et utilisés. Ils permettent à l'interlocuteur de montrer au locuteur que la discussion est active et bien comprise.
Quelques exemples d'aizuchi :
- hai (はい?), ee (ええ?), ou un (うん?) : « oui », selon le degré de politesse ;
- sō desu ne (そうですね?) : « tout à fait », « en effet » ;
- sō desu ka (そうですか?) : « ah bon ? » ;
- hontō (本当?) ou hontō ni (本当に?) : « vraiment ? » ;
- naruhodo (なるほど?) : « je comprends », « c'est vrai ».